# Соломон Жуно
Соломон Лоран Жуно (на френски: Solomon Laurent Juneau) е америкатски политик и търговец от Канада на кожи и земя, съосновател и първи кмет на Милуоки.

## Биография
Роден е 9 август 1793 г. в гр. Репантини, Квебек, Канада във френско семейство, емигрирало от Елзас 4 години преди това.
Жуно се установява в района източно от река Милуоки през 1818 г. и започва да търгува с кожи, а по-късно и със земя. През 1837 г. основава „Милуоки Сентинъл“ – първия вестник в града и щата Уисконсин и най-старата все още действаща фирма в щата. Основава и първия магазин и първия хотел в Милуоки. Между 1846 и 1847 г. е първият кмет на града.
През 1820 г. се жени за Жозет, дъщеря на първия заселник по онези земи Жак Вийо. Майката ѝ е индианка от местното племе меномини и този факт силно укрепва позициите на Жуно сред местното население.
Жуно умира при посещение в индиански резерват в щ. Уисконсин, САЩ през 1856 г. Погребан е в Милуоки, а ковчегът му се носи от 6 индианци.
Неговият племенник Джоузеф Джуно основава град Джуно в Аляска през 1881 г.